# Hankha (huyện)
Hankha (tiếng Thái: หันคา) là một huyện (‘‘amphoe’’) là huyện ở tây nam thuộc tỉnh Chainat, miền trung Thái Lan.

## Lịch sử
Ban đầu huyện này có tên gọi Doem Bang Kao (เดิมบางเก่า), sau đó năm 1911 đã được đổi tên thành Ban Chian theo tambon trung tâm, do tambon Doem Bang cùng lúc này đã được chuyển qua cho đơn vị mới thành lập Doem Bang. Năm 1927, văn phòng huyện đã được dời đến chợ Hankha, và năm 1939 tên huyện được đổi thành Hankha.

## Địa lý
Các huyện giáp ranh (từ phía bắc theo chiều kim đồng hồ): Nong Mamong, Wat Sing, Mueang Chainat và Sankhaburi thuộc tỉnh Chainat, Doem Bang Nang Buat thuộc tỉnh Suphanburi, Noen Kham thuộc tỉnh Chainat, Ban Rai thuộc tỉnh Uthai Thani.
Nguồn nước chính của vùng này là sông Tha Chin.

## Hành chính
Huyện này được chia thành 8 phó huyện (tambon), các đơn vị này lại được chia thành 99 làng (muban). Có hai thị trấn (thesaban tambon) - Hankha and Sam Ngam Tha Bot mỗi đơn vị nằm trên một số vùng đất của tambon cùng tên. Ngoài ra có 8 Tổ chức hành chính tambon (TAO).
| Số TT | Tên              | Tên tiếng Thái | Số làng | Dân số |  |
| ----- | ---------------- | -------------- | ------- | ------ |  |
| 1.    | Hankha           | หันคา           | 11      | 9.793  |  |
| 2.    | Ban Chian        | บ้านเชี่ยน        | 12      | 9.268  |  |
| 5.    | Phrai Nok Yung   | ไพรนกยูง        | 13      | 4.845  |  |
| 6.    | Nong Saeng       | หนองแซง        | 20      | 7.654  |  |
| 7.    | Huai Ngu         | ห้วยงู           | 11      | 6.186  |  |
| 8.    | Wang Kai Thuean  | วังไก่เถื่อน       | 11      | 7.995  |  |
| 9.    | Den Yai          | เด่นใหญ่         | 11      | 5.204  |  |
| 11.   | Sam Ngam Tha Bot | สามง่ามท่าโบสถ์   | 10      | 5.449  |  |

Các con số mất là các tambo nay thuộc huyện Noen Kham.